# Clubiona bakurovi
Clubiona bakurovi là một loài nhện trong họ Clubionidae.
Loài này thuộc chi Clubiona. Clubiona bakurovi được miêu tả năm 1990 bởi Mikhailov.